# CBN Salvador
CBN Salvador é uma estação de rádio brasileira sediada em Salvador, porém concessionada em Nazaré, respectivamente capital e cidade do estado da Bahia. Opera no dial FM, na frequência 100,7 MHz, e é afiliada à CBN. Pertence ao Sistema Cruzeiro de Comunicação, que controla a Rádio Cruzeiro (590 AM), mas é administrada sob arrendamento pelo empresário André Spínola, que também controla a Rádio Cultura (1140 AM) e a Gospel FM (98,3 FM) na cidade.

## História

### 92,7 FM (1999–2007)
A concessão da atual CBN Salvador foi obtida em 30 de setembro de 1988 pelo Sistema Cruzeiro de Comunicação, do empresário Paulo Motta. O grupo conseguiu autorização para operar uma estação de rádio em 92,7 FM na cidade de Nazaré, localizada na Região Metropolitana de Salvador.
A emissora entrou no ar em 1999 como uma afiliada da Jovem Pan 2, substituindo a 102.5 FM, que representava a rede em Salvador desde 1994. Em 2000, deixou a rede paulista, mudou de nome para Cruzeiro FM (seguindo o branding da emissora irmã Rádio Cruzeiro) e passou a retransmitir a Rede SomZoom Sat.
Em 2004, a Cruzeiro FM deixou a afiliação à Rede SomZoom Sat e passou a ser afiliada à Antena 1, marcando o retorno da rede à capital baiana um ano após a frequência 102.5 FM ser retirada do ar. A afiliação durou apenas um ano, e em 2005, a frequência voltou a retransmitir a rede cearense. Em 2007, a emissora foi retirada do ar.

### 100,7 FM (2009–presente)
Em 2009, a concessão foi alterada para 100,7 FM, sendo mantida em Nazaré. Após o Sistema Cruzeiro de Comunicação ser adquirido por Carlos Aristides Pereira em fevereiro, a estação voltou a operar como 100 FM, em um formato popular e tendo como gênero predominante na programação o forró. Esta programação foi mantida até 19 de março de 2010, quando a emissora foi novamente retirada do ar para dar lugar à CBN Salvador, emissora operada pela Rede Bahia, sob contrato de arrendamento.
O arrendamento da frequência terminou em 1° de fevereiro de 2013, quando a Rede Bahia concluiu a compra da Itaparica FM e fez a transferência da concessão da emissora para a CBN Salvador. Com isso, a 100 FM voltou a operar em 100,7, sob o comando de Marcos Medrado, contando com nomes como Uziel Bueno na programação.
Em 31 de outubro de 2015, a 100 FM passou a se identificar como Mix FM, promovendo uma programação de expectativa para uma possível afiliação com a rede paulista. A afiliação, no entanto, não foi confirmada pela Mix, e em 8 de janeiro de 2016, a 100 FM voltou a sair do ar para dar lugar à Tudo FM, que por sua vez deixou a transmissão em 102,5 FM para dar espaço à retransmissão da Rádio Sociedade da Bahia.
Em 1° de maio de 2017, a Tudo FM foi encerrada definitivamente, e a 100 FM voltou ao ar provisoriamente em 100,7. 14 dias depois, no entanto, a emissora passou a se chamar Popular FM, levando ao ar um projeto eclético liderado por Uziel Bueno. A programação durou apenas cinco meses e a emissora foi novamente retirada do ar em 21 de outubro, por decisão de Carlos Aristides. Desentendimentos teriam ocorrido com o grupo de Uziel, que passou a concentrar investimentos na Rede Brasil Bahia.
Em fevereiro de 2018, a estação voltou ao ar como Novas de Paz Salvador e passou a retransmitir a programação da Novas de Paz FM, sediada no Recife, capital do Pernambuco. A programação durou até janeiro de 2019, quando a Rádio Cultura passou a retransmitir sua programação utilizando a concessão da emissora. Ainda em 2019, no entanto, a frequência voltou a se denominar 100 FM e a contar com uma programação local independente.
Em 12 de maio de 2021, sob o comando do radialista André Spínola, a 100 FM alterou novamente a programação e passou a se chamar Nazaré FM, seguindo com uma programação popular. O objetivo da emissora era se firmar em Nazaré, cidade de concessão, com uma sede gerando programas diretamente da cidade.
Em 28 de março de 2022, após menos de um ano da estreia da nova programação, a emissora deixou de se chamar Nazaré FM e iniciou uma programação de expectativa para a afiliação à Massa FM, que viria a se concretizar em 4 de abril. A Massa FM Salvador contava com quatro atrações locais, das quais três eram jornalísticas e uma era musical.
Em 27 de maio de 2023, a Massa FM Salvador voltou a mudar de nome e programação, desta vez tornando-se uma afiliada da rede noticiosa CBN. A mudança se tratava da migração do projeto da nova CBN Salvador, que vinha sendo operado na frequência 1140 AM da Rádio Cultura desde 6 de junho de 2022. Com a mudança da CBN para os 100,7, a programação da Cultura voltou à frequência AM em um formato adulto-contemporâneo.

## Programas
Além de retransmitir a programação nacional da CBN, a CBN Salvador produz e transmite os seguintes programas:
- CBN Bahia: Jornalístico, com André Spínola;
- CBN Salvador: Jornalístico, com Fernanda Cruz;
- CBN Plano de Saúde: Programa de entrevistas sobre saúde, com Zazá Souza;
- CBN Seus Direitos: Programa de entrevistas sobre direito, com Ana Patrícia;
- Guia BTS: Jornalístico empresarial, com Mayara Padrão;
- Revista CBN: Variedades, com Tat Macedo;
- Sistema Comércio Bahia: Programa sobre negócios, com Fernanda Cruz;
- BNews Agora: Jornalístico, com Lucas Pacheco;
- CBN Direito, Mercado & Consumo: Programa sobre direito, com Felipe Vieira;
- Giro de Notícias CBN: Jornalístico, com Igor Guimarães;
- CBN Hora da Notícia: Jornalístico, com Daniel Mota;
- CBN Esportes Salvador: Resenha esportiva, com Ataíde Barbosa, Emídio Pinto, Ewerton Bruno, Gil Rocha, Igor Guimarães, Manoel Petitinga, Marcos Mendonça e Silva Rocha;